# نورمان ستيفن
نورمان ستيفن (24 يونيو 1865 - 4 يوليو 1948) (بالإنجليزية: Norman Kenneth Stephen)‏ هو لاعب كريكت بريطاني (وحمل سابقاً جنسية المملكة المتحدة لبريطانيا العظمى وأيرلندا).

## وصلات خارجية
- نورمان ستيفن على موقع إي آس بي آن كريك إنفو (الإنجليزية)